# Martin Vozdecký
Martin Vozdecký (ur. 11 maja 1978 w Gottwaldovie) – czeski hokeista. Reprezentant Czech w hokeju na rolkach.

## Kariera klubowa

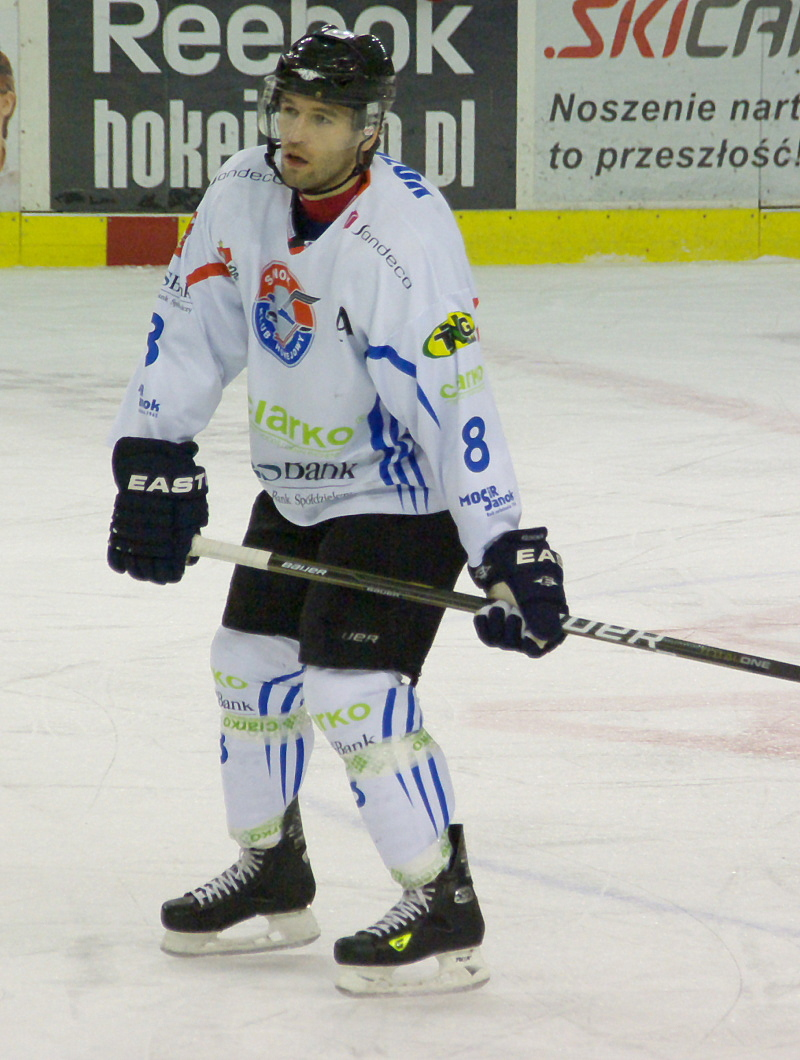
Martin Vozdecký w barwach Ciarko PBS Bank KH Sanok (2012)

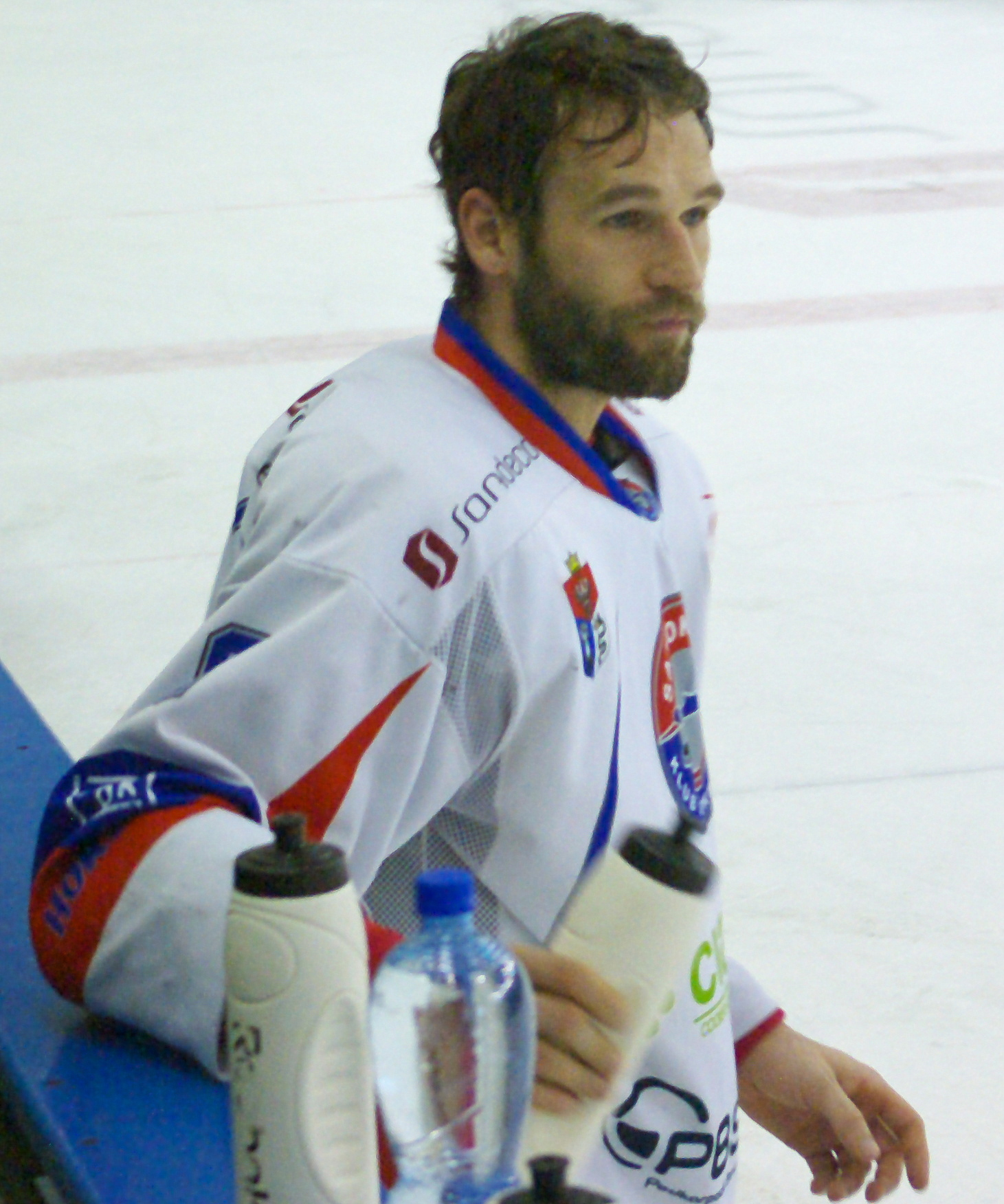
Martin Vozdecký w barwach Sanoka (2014)

- HC Zlín – drużyny młodzieżowe
- HC Hradec Králové (1999/2000)
- HC Vsetín (1999/2000)
- HC Šumperk (1999/2000)
- Martimex Martin (2000-2002)
- EHC Lustenau (2002/2003)
- HC Vsetín (2002/2003)
- MsHK Žilina (2002/2003)
- Martimex Martin (2003/2004)
  -  Dukla Trenczyn B (2003/2004)
- HK Dynamax (Ardo) Nitra (2004-2009)
  -  HK Levice (2005-2006)
  -  EV Ravensburg (2007-2008)
  -  HKm Zvolen (2008/2009)
  -  HC Havířov Panthers (2008/2009)
- Ciarko PBS Bank KH Sanok (2009-2015)
- HK Dukla Trenczyn (2015)
- GKS Tychy (2016)
- Polonia Bytom (2017)
- JKH GKS Jastrzębie (2017-2018)
- Tauron KH GKS Katowice (2018)

Wychowanek klubu HC Zlín. Pierwszy sukces odniósł w 2000 zdobywając wicemistrzostwo Czech z drużyną HC Vsetín (jego trenerem był wówczas Zdislav Tabara, a partnerami w drużynie byli m.in. Roman Čechmánek, Jiří Dopita, Pavel Patera, Martin Procházka i Jiří Hudler). W sezonie 2001/2002 ekstraligi słowackiej osiągnął sukces indywidualny. Mimo że reprezentował słabo spisujący się w rozgrywkach klub MHC Martin (drużyna zajęła 9 miejsce na 10 zespołów) został najlepszym strzelcem i najskuteczniejszym zawodnikiem sezonu zasadniczego – rozegrał 53 mecze (na 54 możliwe) i zdobył w nich 72 punkty za 42 gole i 30 asyst. 42 zdobyte gole to trzeci najlepszy wynik w historii ekstraligi słowackiej.
Przez sporą część kariery klubowej zawodnik występował w ataku wspólnie ze słowackim napastnikiem Viliamem Čacho (w barwach drużyn z Martina 2000-2002 i 2003-2004, Żyliny 2002-2003, Nitry 2004-2007 oraz Sanoka 2009-2010). W trakcie sezonu 2004/2005 podczas występów w HK Nitra obaj zawodnicy w krótkim czasie niezamierzenie spowodowali sobie wzajemnie kontuzje, trafiając krążkiem w twarz. Najpierw Vozdecký doznał złamania kości policzkowej w wyniku trafienia Čacho podczas treningu, a wrótce potem w trakcie meczu z HK Poprad krążek uderzony przez Vozdeckiego spowodował kontuzję u Čacho (złamanie nosa).
W sierpniu 2009 Vozdecký został zawodnikiem KH Sanok. W jego barwach w listopadzie 2010 został ukarany zawieszeniem na sześć meczów wskutek spowodowania upadku sędziego Sławomira Szachniewicza podczas spotkania ligowego w dniu 7 listopada 2010. Wówczas jako tymczasowy zastępca w drużynie został zaangażowany na miesiąc jego rodak Lubomír Korhoň. Od początku występów w Polskiej Lidze Hokejowej był jednym z najskuteczniejszych hokeistów rozgrywek. W każdym z trzech dotychczasowych sezonów spędzonych w drużynie z Sanoka (2009/2010, 2010/2011 i 2011/2012) był najskuteczniejszym hokeistą drużyny w sezonie zasadniczym. W lipcu 2013 przedłużył kontrakt z klubem o rok. W sezonie 2013/2014 został najskuteczniejszym strzelcem ligi w rundzie zasadniczej zdobywając 36 goli w 44 meczach oraz najlepszym strzelcem w całym sezonie ligowym zdobywając łącznie 46 goli w 57 meczach. W sierpniu 2014 przedłużył kontrakt z klubem. W drużynie sanockiej Vozdecký rozegrał w latach 2009–2015 sześć sezonów ligowych.
Od czerwca 2015 zawodnik słowackiego klubu HK Dukla Trenczyn (wraz z nim gracze tego zespołu został inny były gracz Sanoka, Słowak Miroslav Zaťko). W zespole przyjął numer 83. Odszedł z klubu z końcem roku 2015. Od 21 stycznia 2016 zawodnik GKS Tychy, związanym kontraktem do końca sezonu 2015/2016; otrzymał numer 8 na koszulce. W barwach tyskiej drużyny występował do końca 2016, a jego kontrakt został rozwiązany na początku stycznia 2017. W styczniu 2017 został zawodnikiem Polonii Bytom, z której odszedł po sezonie 2016/2017. W lipcu 2017 został zawodnikiem JKH GKS Jastrzębie. W trakcie sezonu 2017/2018 pod koniec stycznia 2018 jego kontrakt z JKH został rozwiązany z inicjatywy klubu. Pod koniec stycznia 2018 został zawodnikiem drużyny Tauron GKS Katowice. Po zakończeniu sezonu 2017/2018 w maju 2018 tuż po przekroczeniu 40. roku życia ogłosił zakończenie kariery zawodniczej.
W trakcie kariery zyskał pseudonimy Vozďo, Vozdek.

## Sukcesy i osiągnięcia
Klubowe
- Srebrny medal mistrzostw Czech: 2000 z HC Vsetín
- Brązowy medal mistrzostw Słowacji: 2006[31] z HK Nitra
- Puchar Polski: 2010, 2011 z Ciarko PBS Bank KH Sanok[32], 2016 z GKS Tychy
- Złoty medal mistrzostw Polski: 2012, 2014 z Ciarko PBS Bank KH Sanok
- Finał Pucharu Polski: 2012, 2013, 2014 z Ciarko PBS Bank KH Sanok
- Srebrny medal mistrzostw Polski: 2016 z GKS Tychy, 2018 z Tauron KH GKS Katowice
- Brązowy medal mistrzostw Polski: 2017 z Polonią Bytom

Indywidualne
- Najlepszy strzelec i najskuteczniejszy zawodnik ekstraligi słowackiej w sezonie 2001/2002: 72 punkty za 42 gole i 30 asyst
- Udział w Meczu Gwiazd ekstraligi słowackiej (2 razy): 2001[33], 2002[34] z MHC Martin[35]
- 5. miejsce w klasyfikacji kanadyjskiej PLH całego sezonu 2009/2010 (64 pkt za 28 gole i 36 asyst w 38 meczach)[36] i najwyższa średnia punktów na mecz (1,68) w sezonie 2009/2010 z Ciarko KH Sanok
- Najskuteczniejszy zawodnik Ciarko KH Sanok w sezonie zasadniczym PLH 2009/2010 (49 pkt za 21 goli i 28 asysty) – ex aequo z Viliamem Čacho (obaj uzyskali identyczny wynik)
- 1. miejsce w klasyfikacji +/− PLH (współczynnik +37 w 38 meczach)[36] w sezonie 2009/2010 z Ciarko KH Sanok
- zdobywca przesądzającej bramki w dogrywce meczu finałowego Pucharu Polski 2010[37]
- Najskuteczniejszy zawodnik Ciarko KH Sanok w sezonie zasadniczym PLH 2010/2011 (w punktacji kanadyjskiej 38 pkt za 17 goli i 21 asysty w 29 meczach)
- 3. miejsce w klasyfikacji kanadyjskiej PLH (58 pkt za 21 goli i 37 asyst w 38 meczach) i 3. miejsce w klasyfikacji asystentów (37) w sezonie 2011/2012 z Ciarko PBS Bank KH Sanok
- Najskuteczniejszy zawodnik Ciarko PBS Bank KH Sanok w sezonie zasadniczym PLH w sezonie 2011/2012
- 3. miejsce w klasyfikacji asystentów (41) w rundzie zasadniczej 2012/2013 z Ciarko PBS Bank KH Sanok
- 5. miejsce w klasyfikacji asystentów (49) w całym sezonie 2012/2013 z Ciarko PBS Bank KH Sanok
- Najlepszy strzelec turnieju finałowego turnieju finałowego Pucharu Polski 2013: 3 gole
- 1. miejsce w klasyfikacji strzelców (36) w rundzie zasadniczej 2013/2014 z Ciarko PBS Bank KH Sanok
- 5. miejsce w klasyfikacji asystentów (38) w rundzie zasadniczej 2013/2014 z Ciarko PBS Bank KH Sanok
- 5. miejsce w klasyfikacji kanadyjskiej (74) w rundzie zasadniczej 2013/2014 z Ciarko PBS Bank KH Sanok
- 5. miejsce w klasyfikacji +/− (+51) w rundzie zasadniczej 2013/2014 z Ciarko PBS Bank KH Sanok
- 1. miejsce w klasyfikacji strzelców (46) w całym sezonie ligowym 2013/2014 z Ciarko PBS Bank KH Sanok
- 5. miejsce w klasyfikacji asystentów (44) w rundzie zasadniczej 2013/2014 z Ciarko PBS Bank KH Sanok
- 2. miejsce w klasyfikacji kanadyjskiej (90) w rundzie zasadniczej 2013/2014 z Ciarko PBS Bank KH Sanok
- 3. miejsce w klasyfikacji +/− (+58) w rundzie zasadniczej 2013/2014 z Ciarko PBS Bank KH Sanok
- 4. miejsce w klasyfikacji strzelców (20) w rundzie zasadniczej 2014/2015 z Ciarko PBS Bank KH Sanok
- 9. miejsce w klasyfikacji asystentów (23) w rundzie zasadniczej 2014/2015 z Ciarko PBS Bank KH Sanok
- 5. miejsce w klasyfikacji kanadyjskiej (43) w rundzie zasadniczej 2014/2015 z Ciarko PBS Bank KH Sanok

Wyróżnienia
- Najlepszy napastnik turnieju finałowego turnieju finałowego Pucharu Polski 2013

Plebiscyty
- 6. miejsce w 52. Plebiscycie na 10 Najlepszych Sportowców Podkarpacia w 2011 roku organizowanym przez dziennik Nowiny[38]
- Zagraniczny zawodnik sezonu w plebiscycie „Hokejowe Orły”: 2012[39]

## Hokej na rolkach
Martin Vozdecký uprawia również hokej na rolkach (ang. inline-hockey). Formalnie przynależy do klubu ze swojego rodzinnego miasta IHC Devils Zlín (wcześniej Devils Prozax / Reflex Zlín). Występował wielokrotnie w reprezentacji Czech w tej dyscyplinie. Łącznie zawodnik uczestniczył 10 razy w turniejach mistrzostw świata w hokeju na rolkach organizowanych przez IIHF (Międzynarodowa Federacja Hokeja na Lodzie).
W 2008 zajął wraz z Czechami piąte miejsce (zdobył 11 punktów za 2 gole i 9 asyst), w 2009 zajął szóste miejsce (5 punktów za 2 gole i 3 asysty), w 2010 wywalczył srebrny medal (10 punktów za 4 gole i 6 asyst – w szczególności strzelił zwycięską bramkę w półfinale, zaś w finale zaliczył gola i asystę). W tym samym roku zdobył brązowy medal w imprezie rangi mistrzowskiej pod egidą organizacji FIRS (zaliczył 8 punktów za 4 gole i 4 asysty). W czerwcu 2011 uczestniczył w 15. edycji Mistrzostw Świata IIHF zdobywając złoty medal (w meczu finałowy zdobył gola, w całym turnieju zaliczył 11 punktów za 5 goli i 6 asyst). Niespełna trzy tygodnie później zdobył drugi złoty medal tym razem w organizowanych przez FIRS (Międzynarodowa Federacja Sportów Wrotkarskich). W turnieju MŚ IIHF 2012 zajął z Czechami 6. miejsce i został wybrany najlepszym napastnikiem całego turnieju. W lipcu tego roku na MŚ FIRS zdobył brązowy medal. Ma turnieju MŚ FIRS 2013 był kapitanem kadry, strzelił sześć goli i miał jedną asystę, a wraz z zespołem zdobył złoty medal.
Bilans jego osiągnięć w ramach organizacji:
- IIHF: 1 złoty medal, 2 razy srebrny medal, 1 brązowy medal[52],
- FIRS: 3 razy złoty medal, 4 razy srebrny medal, 6 razy brązowy medal.